# Neve Ša'anan (Jeruzalém)

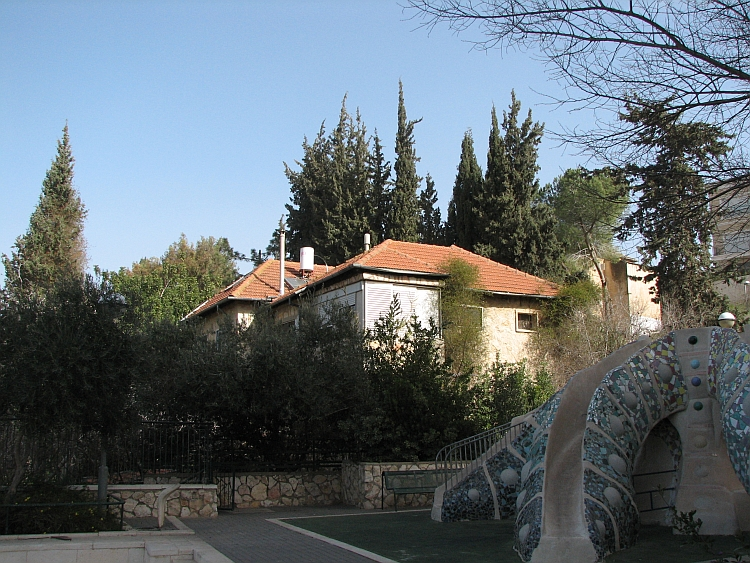
Pohled na Neve Ša'anan od parku

Neve Ša'anan (hebrejsky: נווה שאנן, doslova „poklidná niva“) je malá čtvrť v centrálním Jeruzalémě v Izraeli. Nachází se mezi Izraelským muzeem a kampusem Givat Ram patřícím Hebrejské univerzitě. Sousedí se čtvrtí Najot.
Čtvrť byla založena ultraortodoxními Židy roku 1925 a první domy zde byly postaveny společností Neve Ša'anan o čtyři roky později. Název čtvrti je založen na biblickém verši Izajáš 33:20 („Tvé oči spatří Jeruzalém, nivu poklidnou [neve ša'anan]“). Principy plánování této čtvrti byly podobné těm, vypracovaným Richardem Kaufmannem, který během britského mandátu navrhl jeruzalémská zahradní předměstí.
Na pokraji čtvrti se nachází Yitzhak Rabin Youth Hostel and Guesthouse, pojmenovaný na počest zavražděného izraelského premiéra Jicchaka Rabina. Mezi významné obyvatele této čtvrti patřil například Avraham B. Jehošua.